# Luis Torres Albornoz
Olmer Luis Torres Albornoz es un político peruano. Fue consejero regional de Lima entre 2011 y 2014 y alcalde del distrito de Caujul por tres periodos entre los años 1999 y 2010.
Nació en el distrito de Caujul, provincia de Oyón, Perú, el 30 de enero de 1965. Cursó sus estudios primarios entre la ciudad de Lima y su localidad natal, los secundarios los cursó íntegramente en la ciudad de Lima. Cursó estudios superiores de administración sin culminar esa carrera.
Su primera participación política se dio en las elecciones municipales de 1998 cuando fue elegido como alcalde del distrito de Caujul siendo reelegido dos veces consecutivas en las elecciones municipales de 2002 y de 2006. Participó, luego, en las elecciones regionales del 2010 como candidato a consejero regional por la Concertación para el Desarrollo Regional - Lima obteniendo la elección por la provincia de Oyón. Tentó la reelección para ese cargo sin éxito en las elecciones regionales del 2014 y del 2018.